# Augusto Mancinelli
Augusto Mancinelli (Osimo, 29 dicembre 1953 – Osimo, 20 luglio 2008) è stato un chitarrista e compositore italiano.

## Biografia
Mancinelli studiò prima filosofia e suonava musica rock. Dal 1976 studia chitarra jazz con Filippo Daccò presso l'I.N.S.J. a Parma, armonia e composizione con Mario Perrucci all'Istituto Pergolesi di Ancona, musica elettronica con Eugenio Giordani al Conservatorio Gioachino Rossini di Pesaro, chitarra classica con Maria Orlandi, composizione sperimentale e analisi con Franco Donatoni, G. Borio, A. Melchiorre, A. Vidolin alla Civica Scuola di Musica di Milano.
Nel 1980 fa le sue prime significative esperienze jazzistiche con la S.O.J.A. Quartetto e Marche Jazz Orchestra di Bruno Tommaso, con il quale ha partecipato a trasmissioni radiofoniche. Tra il 1982 e il 1984 ha accompagnato in Italia rinomati solisti come Lee Konitz, Curtis Fuller, Bob Berg, Sam Rivers e Jimmy Owens. In questo periodo entra a far parte del gruppo rock-jazz Area insieme ad Ares Tavolazzi e Giulio Capiozzo. Tra il 1984 e il 1988 è stato membro della band di Enrico Rava, con il quale ha inciso gli album String Band, Secrets e Animals. Nel 1986 ha collaborato anche con Gil Evans e l'Orchestra RAI di Roma.
Negli anni successivi accompagnò Tiziana Ghiglioni, Gianni Lenoci e Dragana Jovanovich e guidò sempre più gruppi propri; nel suo album di debutto Extreme (1990) ha lavorato in trio con Tony Oxley alla batteria e Mario Arcari agli strumenti a fiato. Nel 1997 pubblica il secondo CD a suo nome dal titolo Jazz Work (con Paolo Ghetti e Massimo Manzi).
Nel febbraio 2000 è stato registrato con Franco Ambrosetti per 10 programmi di Buona Notte della televisione svizzera. Ha anche suonato musica improvvisata in trio con Riccardo Luppi e Tiziano Tononi. Con il suo quartetto, che comprende Pietro Tonolo, Paolo Ghetti e Massimo Manzi, ha pubblicato il suo terzo album, Resonances. Ha anche lavorato in duo con Paolo Ghetti, a cui si è aggiunto Franco Cerri. Il suo ultimo album, Tribute to Charlie Parker, è stato pubblicato postumo nel 2008 in un quartetto con Roberto Rossi, Paolo Ghetti e Dave Bowler.